# 怪談

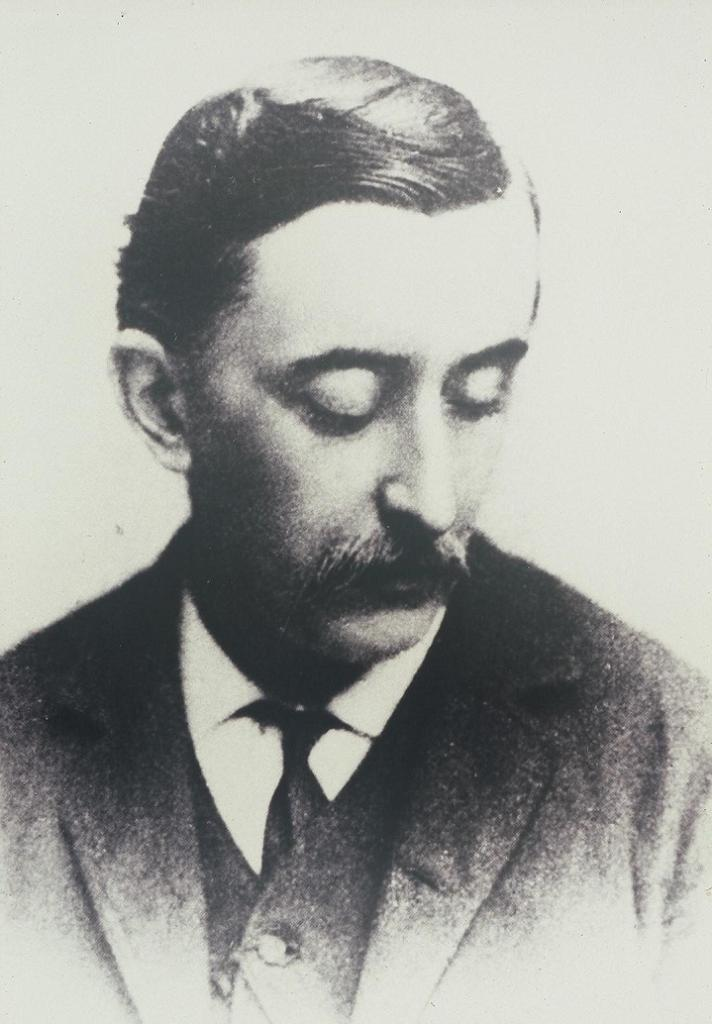
『怪談』を書いた小泉八雲

怪談（かいだん）は、怖さや怪しさを感じさせる物語の総称。日本古来のものを限定して呼ぶ場合もある。中でも、四谷怪談・皿屋敷・牡丹燈籠の三話は「日本三大怪談」に数えられることが多い。
怪談（怪奇ジャンルの作品）は日本内では夏の風物詩のひとつだが、近年は冬の時期に放映や作品発表が行われるケースもある。

## 歴史
元来、死に関する物語、幽霊、妖怪、怪物、あるいは怪奇現象に関する物語は民話伝説、あるいは神話の中にも多数存在する。
『今昔物語集』（「霊鬼」）など、平安時代末期（1120年頃）の古典文学にも多数の怪談が収録されているが、それらを題材にしてまとまった形で残っている物では『雨月物語』（1776年）が有名である。また、四谷怪談（1727年）や番町皿屋敷（1700年代末）のように歌舞伎の題材にも取り上げられ、ひとつのジャンルを構成していた。現在の感覚における古典的な怪談はこれらに基づく物である。また、落語にも怪談物があり怪談噺（怪談咄）と言われ、初代林屋正蔵をはじめとする累代林屋、三遊亭円朝、立川三五郎などが創作・演出に工夫を凝らし、伝承に力を尽くした。演目には『牡丹灯籠』・『怪談乳房榎』・『お菊の皿』・『質屋蔵』・『真景累ヶ淵』・『反魂香』・『もう半分』・『子育て幽霊』・『菊江の仏壇』などがある。
小泉八雲（ラフカディオ・ハーン、Lafcadio Hearn）は古くから伝わる日本各地の怪談や奇談を収集し、自らの解釈にしたがって情緒豊かな物語に仕立て上げ、『怪談（kwaidan）』（1904年）として一冊にまとめた。
また、明治末期には、当時欧米で流行していたスピリチュアリズムの影響を受け、日本でも「怪談ブーム」が到来し、文学者たちが「百物語」を催したり、盛んに怪談の執筆を行っている。また、現在では「民俗学の原点」とされている『遠野物語』についても、話者の佐々木喜善・著者柳田國男ともに「怪談愛好者」であり、「怪談ブーム」の副産物として登場したものともいえる。民話としての怪談は松谷みよ子の研究の対象ともなっている。
戦後は、新倉イワオが1968年に日本初の心霊番組を企画制作。後に日本テレビ「お昼のワイドショー」内で放映された『あなたの知らない世界』などによって1970年代の怪談ブームをリードした。新倉はその後も番組企画本など合わせて50冊余りの怪異譚を蒐集した著作を世に送り、大人が怪談を嗜むことを許容する社会環境と後年の素地を築いた。また、1970～1980年代に活躍した中岡俊哉による児童向け怪談、1970年代にブームとなったつのだじろうの『うしろの百太郎』『恐怖新聞』などの恐怖漫画によって子供時代に恐怖・オカルトの洗礼を受けた世代が成長して、現在の怪談需要を支えている。
木原浩勝と中山市朗は、自らが体験者より収集した怪異譚の人名や地名を意図的にぼかすことによって取材ソースを秘匿し、「実話怪談集」というスタイルにまとめ、江戸奉行・根岸鎮衛による随筆「耳袋」になぞらえて『新・耳・袋〜あなたの隣の怖い話』（扶桑社、1990年）として出版した。この仕事は長く忘れられていたが、1998年に復活刊行され、2005年までの7年間に刊行され続けた『新耳袋』全十巻（メディアファクトリー）により「怪談」という日本古来のエンターテイメントの復権がなされることとなった。
『新耳袋』の休眠期に当たる1991年～1997年には実話怪談集『「超」怖い話』（勁文社）が安藤薫平、樋口明雄の手によって編まれた。これは1998年の新耳袋復活と勁文社倒産の後も平山夢明、加藤一に引き継がれ、竹書房から刊行されている続刊は、新耳袋と並んで近代実話怪談のひとつの潮流となっている。
落語の他に古典的な怪談の題材を扱う講談師に、かつては7代目一龍斎貞山、近年には一龍斎貞水がいるが、現代の怪談需要にそぐわず、講談形式の演目・演者は減少している。代わりに怪談話者として有名なタレントの稲川淳二による現代の生活様式に合わせた怪談が語られている。また前述の新耳袋の著者である木原・中山は、新宿ロフトプラスワンにおいて定期的な怪談のトークライブを続けており、11年目を迎えた2007年には通算50回を、18年目を迎えた2014年には通算100回を超える。現代的な題材の怪談話者としては、浜村淳、桜金造、つまみ枝豆、みぶ真也、白石加代子などがタレント活動の中で展開している。シンプルな表現形式の講談から、演劇的な美術や演出を用いて怪談をショー・ビジネス化し、ジャンルとして発展させた稲川の功績は大きい。
また伝統的な怪談の会のスタイルとして、百物語が挙げられる。
怪談と都市伝説が混同されていることもあるが、現状では明確な公的な定義は共有されていない。

## 怪談の例
- 本所七不思議
- 皿屋敷（播州皿屋敷、番町皿屋敷など）
- 四谷怪談（東海道四谷怪談など）
- 小泉八雲『怪談』所収
  - ろくろ首
  - 耳無し芳一
  - 雪女
  - むじな
- 牡丹燈籠(灯篭)
- 累ヶ淵
  - 真景累ヶ淵
- おいてけ堀
- 八反坊
- 鍋島藩の化け猫騒動
- 学校の怪談 - 都市伝説に近い面がある。
- 篠山の怪談七不思議 - 夜泣き榎、のっぺらぼうのおちょぼ、鼻黒、つるべ落とし、入道、一つ目小僧などの妖怪や怪異による伝承が7つ数えられる[5]。